# عیسی صفایی
عیسی صفایی (زاده ۱۳۰۵ – درگذشته ۳۱ اردیبهشت ۱۳۷۵) بازیگر سینما و تلویزیون اهل ایران بوده است.

## بازیگر

### سینما
- بوی پیراهن یوسف (۱۳۷۴)
- آخرین بندر (۱۳۷۳)
- بهشت پنهان (۱۳۷۳)
- بوی خوش زندگی (۱۳۷۳)
- مهریه بی‌بی (۱۳۷۳)
- می‌خواهم زنده بمانم (۱۳۷۳)
- جای امن (۱۳۷۲)
- من زمین را دوست دارم (۱۳۷۲)
- همسر (۱۳۷۲)
- پرواز را به خاطر بسپار (۱۳۷۱)
- دو روی سکه (۱۳۷۱)
- طعمه (۱۳۷۱)
- مجسمه (۱۳۷۱)
- دادستان (۱۳۷۰)
- شتابزده (۱۳۷۰)
- به خاطر همه چیز (۱۳۶۹)
- خواستگاری (۱۳۶۸)
- شب بیست و نهم (۱۳۶۸)

### تلویزیون
- پیک سحر (۱۳۶۹)
- رعنا و کارآگاه
- مش خیرالله صندوقچه اسرار(۷۲–۱۳۶۹)
- فروشگاه